# ظریف (روزنامه)
ظریف نام یکی از مطبوعات استان فارس در دوران پهلوی اول است. این روزنامه از سال ۱۳۰۴ خورشیدی به وسیله احمد کاشف شیرازی، در شیراز به چاپ رسیده است.